# Gračanica (Prozor-Rama, BiH)
Gračanica je naseljeno mjesto u općini Prozor-Rama, Federacija Bosne i Hercegovine, BiH.

## Stanovništvo

### 1991.
Nacionalni sastav stanovništva 1991. godine, bio je sljedeći:
ukupno: 116
- Muslimani - 85
- Hrvati - 31
- ostali, neopredijeljeni i nepoznato - 1

### 2013.
Nacionalni sastav stanovništva 2013. godine, bio je sljedeći:
ukupno: 89
- Bošnjaci - 56
- Hrvati - 33

## Vanjske poveznice
- glosk.com: Gračanica  Arhivirana inačica izvorne stranice od 30. rujna 2007. (Wayback Machine)